# Зоряное (Апостоловский район)
Зоряное (укр. Зоряне,  до 2016 года Червоная Зирка)
 — село,
Ниво-Трудовский сельский совет,
Апостоловский район,
Днепропетровская область,
Украина.
Код КОАТУУ — 1220387708. Население по переписи 2001 года составляло 248 человек.

## Географическое положение
Село Зоряное находится на левом берегу канала Днепр — Кривой Рог,
ниже по течению на расстоянии в 2,5 км расположено село Садовое,
на противоположном берегу — село Нива Трудовая.
Рядом проходит автомобильная дорога Н-23.

## Экономика
- Молочно-товарная ферма.

## Достопримечательности
- Село Зоряное имеет форму правильного пятиугольника.